# Torre BBVA (Buenos Aires)
La Torre BBVA è un grattacielo della capitale argentina Buenos Aires. Situato nel barrio di Retiro, è l'undicesimo edificio più alto del Paese.

## Storia
La costruzione è iniziata nei primi mesi del 2012 e l'edificio è stato inaugurato nell'aprile 2017.
La torre è stata inaugurata il 20 aprile 2017 alla presenza dell'amministratore delegato della società e della vicepresidente argentina Gabriela Michetti.